# Литтлтон-Роджерс, Джордж
Джордж Литтлтон-Роджерс (англ. George Lyttleton-Rogers; 10 июля 1906, Атай, Килдэр — 19 ноября 1962, Лос-Анджелес, США) — ирландский теннисист, трёхкратный национальный чемпион и игрок сборной Ирландии в Кубке Дэвиса в 1929—1939 годах, президент Всемирной профессиональной теннисной ассоциации во второй половине 1940-х годов.

## Биография
Джордж Литтлтон-Роджерс родился в 1906 году в графстве Килдэр. Он был третьим и последним сыном в семье Фрэнсиса Уильяма и Хестер Мэй Роджерс. Двое его старших братьев, Фрэнсис и Ричард, погибли на фронтах Первой мировой войны. Отец Джорджа умер в начале 1916 года.
Теннисная карьера Джорджа Роджерса началась на кортах престижного Фицуильямского лаун-теннисного клуба в Дублине. В 1928 году он завоевал свой первый титул чемпиона Ирландии; на этот же год пришёлся его дебют в чемпионате Франции и Уимблдонском турнире.
В 1929 году Роджерс впервые вышел на корт в составе сборной Ирландии в Кубке Дэвиса, за которую в следующее десятилетие провёл 49 игр в 17 матчах. В одиночном разряде он одержал за эти годы 18 побед при 15 поражениях, в парном — 6 побед при 10 поражениях. На его счету были победы в том числе над Джеком Кроуфордом в 1930 и над Готфридом фон Краммом в 1932 году. В 1930 году ирландец стал победителем международного чемпионата Канады, а также пробился в четвертьфинал чемпионата Франции и четвёртый круг чемпионата США (в последнем случае — после победы над Эллсуортом Вайнзом).
В начале 1930-х годов Роджерс неоднократно побеждал на грунтовых турнирах во Французской и Итальянской Ривьере. В 1932 году он вторично стал четвертьфиналистом чемпионата Франции, обыграв Кристиана Буссю, в 1933 году дошёл на Уимблдонском турнире до четвёртого круга в одиночном разряде, а два года спустя — до четвертьфинала в паре с новозеландцем Бастером Эндрюсом.
В 1936 и 1937 годах Роджерс ещё дважды выигрывал чемпионат Ирландии в одиночном разряде. В 1932 и 1936 годах он также становился чемпионом страны в смешанных парах, а в 1936 и 1938 годах — в мужских. Таким образом, в 1936 году Роджерс стал абсолютным чемпионом Ирландии, завоевав титул во всех трёх разрядах.
В 1939 или в 1940 году, вскоре после начала новой войны в Европе, Литтлтон-Роджерс эмигрировал в США. С 1940 года он регулярно выступал в турнирах на американской земле. После того, как США вступили в войну, он принимал участие в показательных теннисных матчах для служащих американских войск. В 1945 году он перешёл в профессионалы и стал президентом основанной в том же году Всемирной профессиональной теннисной ассоциации.
В середине 1940-х годов Литтлтон-Роджерс женился на американке Джун Сирс. В этом браке родилась одна дочь. Роджерс умер в ноябре 1962 года в Лос-Анджелесе в возрасте 56 лет.

## Стиль игры
Джордж Литтлтон-Роджерс, рост которого достигал двух метров, был самым высоким из игроков мирового класса в своё время. Большой размах рук был одним из его преимуществ на корте, в совокупности с мощной подачей и сильным бэкхендом — игрой закрытой ракеткой. В то же время он отличался на корте крайней азартностью, и это иногда отрицательно влияло на точность его игры. В итоге, числясь среди ведущих игроков мира, он никогда не входил непосредственно в элиту.